# خلیلی (بوئین میاندشت)
خلیلی، روستایی از توابع بخش مرکزی شهرستان بوئین و میاندشت در استان اصفهان ایران است.

## جمعیت
این روستا در دهستان سردسیر قرار دارد و براساس سرشماری مرکز آمار ایران در سال ۱۳۸۵، جمعیت آن ۲۲۲ نفر (۷۲خانوار) بوده‌است.